# Giuseppe Rovani
Giuseppe Rovani, né le 12 janvier 1818 à Milan et mort le 26 janvier 1874 dans la même ville, est un romancier et essayiste italien.

## Biographie
Giuseppe Rovani naît le 12 janvier 1818 à Milan. Il est connu pour ses critiques des romans historiques de style romantique, qui sont populaires en Italie à l'époque et dont il souligne les stéréotypes et les intrigues démodées. Il écrit Lamberto Malatesta (1843), Valenzia Candiano (1843) et Manfredo Pallavicino (1845-1846). Il participé au Risorgimento italien et est un précurseur de la Scapigliatura milanaise.
En 1859, il fait partie d'un consortium d'écrivains qui co-édite le journal Gazzetta di Milano.
Son chef-d'œuvre est le roman Cento Anni (1859-1864) qui, avec les Confessioni di un italiano d'Ippolito Nievo, a un impact important sur l'évolution de la littérature italienne.

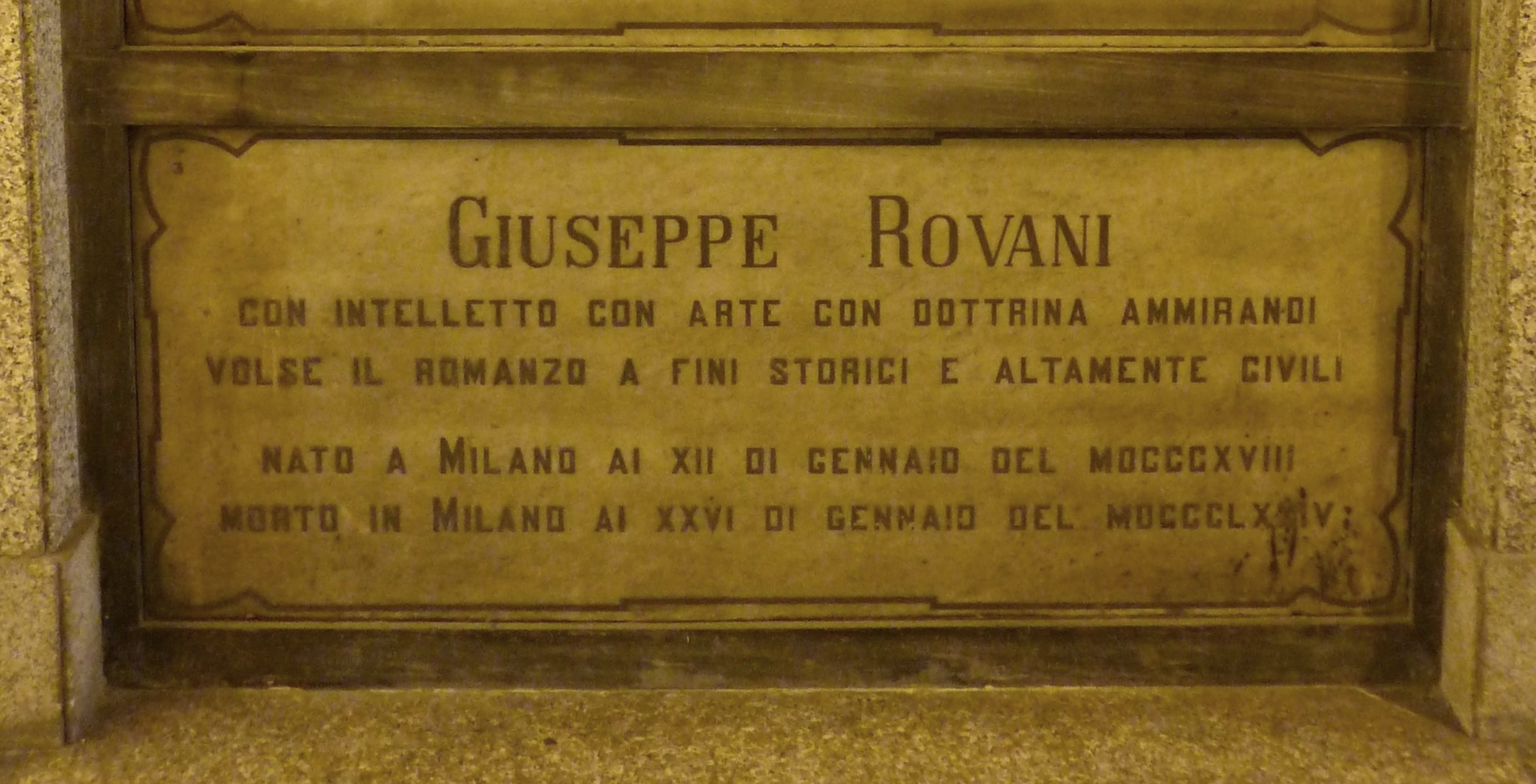
La tombe de Rovani au cimetière monumental de Milan en Italie.

Giuseppe Rovani meurt en 1874 à Milan. Son corps est embaumé par Paolo Gorini et est inhumé dans le Cimitero Monumentale di Milano.